# Важка атлетика на літніх Олімпійських іграх 1964
Змагання з важкої атлетики на літніх Олімпійських іграх 1964 тривали з 11 до 18 жовтня в Громадській залі Шібуя. Змагалися тільки чоловіки. Розіграно 7 комплектів нагород. Ці змагання водночас вважаються Чемпіонатом світу з важкої атлетики 1964.

## Медальний залік
| Дисципліна                 | Золото                          | Золото   | Срібло                        | Срібло   | Бронза                     | Бронза   |
| -------------------------- | ------------------------------- | -------- | ----------------------------- | -------- | -------------------------- | -------- |
| Легша вага (56 кг)         | Олексій Вахонін · СРСР          | 357,5 кг | Імре Фельді · Угорщина        | 355,0 кг | Шіро Ічіносекі · Японія    | 347,5 кг |
| Напівлегка вага (60 кг)    | Йосінобу Міяке · Японія         | 397,5 кг | Айзек Берґер · США            | 382,5 кг | Мечислав Новак · Польща    | 377,5 кг |
| Легка вага (67,5 кг)       | Вальдемар Башановський · Польща | 432,5 кг | Володимир Каплунов · СРСР     | 432,5 кг | Маріан Зелінський · Польща | 420,0 кг |
| Середня вага (75 кг)       | Ганс Здражила · Чехословаччина  | 445,0 кг | Віктор Куренцов · СРСР        | 440,0 кг | Масуші Оучі · Японія       | 437,5 кг |
| Напівважка вага (82,5 кг)  | Рудольф Плюкфельдер · СРСР      | 475,0 кг | Геза Тот · Угорщина           | 467,5 кг | Дєзе Вереш · Угорщина      | 467,5 кг |
| Середня важка вага (90 кг) | Володимир Голованов · СРСР      | 487,5 кг | Луїс Мартін · Велика Британія | 475,0 кг | Іреніуш Палінскі · Польща  | 467,5 кг |
| Важка вага (понад 90 кг)   | Леонід Жаботинський · СРСР      | 572,5 кг | Юрій Власов · СРСР            | 570,0 кг | Норберт Шеманскі · США     | 537,5 кг |

## Таблиця медалей
| Місце               | Країна                | Золото | Срібло | Бронза | Загалом |
| ------------------- | --------------------- | ------ | ------ | ------ | ------- |
| 1                   | СРСР (URS)            | 4      | 3      | 0      | 7       |
| 2                   | Польща (POL)          | 1      | 0      | 3      | 4       |
| 3                   | Японія (JPN)          | 1      | 0      | 2      | 3       |
| 4                   | Чехословаччина (TCH)  | 1      | 0      | 0      | 1       |
| 5                   | Угорщина (HUN)        | 0      | 2      | 1      | 3       |
| 6                   | США (USA)             | 0      | 1      | 1      | 2       |
| 7                   | Велика Британія (GBR) | 0      | 1      | 0      | 1       |
| Загалом (7 збірних) | Загалом (7 збірних)   | 7      | 7      | 7      | 21      |